# 元老院 (タイ)

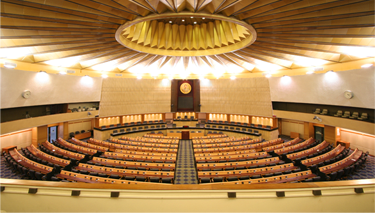
タイの元老院（旧議場）

元老院（げんろういん、タイ語: วุฒิสภา, ウットティサパー）とは、タイ王国国会を構成する議院の一つ。

## 構成
以前は定数が人民代表院（下院）の4分の3以下で、国王が任命する議員によって構成されていた。任期は6年で2年に一度、議員の3分の１が抽選によって改選される。
35歳以上、出生によるタイ国籍を有し、政党に属さず、学識のある者が任命された。
1997年の憲法改正により、定数は200名で各県から国民の選挙によって選出される議員によって構成されるようになった。任期は6年。
県を一つの選挙区とする大選挙区制で2000年に初めて選挙が実施された。選挙権は18歳以上。被選挙権は40歳以上、出生によるタイ国籍を有し、学士又はそれ相応の教育を受けていることが求められる。公務員と政党の党員は立候補できない。又、上院議員は国務大臣となることができない。

### 2017年憲法改正
2014年の軍事クーデターにより上院議会は解散となった。
その後、2017年4月に新憲法が公布・施行され、
- 議員定数は200人[2]、ただし、憲法施行から5年間の移行期間中は250人となり[2]、うち6人は国軍最高司令官、陸海空軍の各司令官、防衛次官、警察長官に配分し、残りは国家平和秩序維持評議会（NCPO)による選任[2][3][4]。
- これまで下院議員の投票のみで決められていた首相指名選挙が上院議員にも投票権が与えられ、下院500人、上院250人の計750人の投票による選出となる[5][6]。

などの変更が行われた。

## 権限
- 首相を下院に推薦することができる
- 国王の憲法裁判所の長官及び司法官の任命に対する助言
- 総理大臣、国務大臣、下院議員、上院議員、憲法裁判所長官等の弾劾権

## 議席

### 院内勢力
| 院内勢力 | 議員数 | 政党（議員数） | 政党（議員数）    | 議席率   |                                      |
| 元老院   | 0250   |                | 無所属 อิสระ (250) | 0100.00% |                                      |
| 合計     | 0250   |                |                   | 100.00%  | 庶民院構成別議席数（2019年12月現在） |